# ماريني
ماريني (بالإندونيسية: Marini)‏ هي مغنية وممثلة إندونيسية، ولدت في 2 نوفمبر 1947 في مالانغ في إندونيسيا.